# SimCity 3000
SimCity 3000 (SC3K) é um simulador criado pela Maxis e publicado pela EA. Esta versão foi lançada em 1999, continuando a série SimCity. No ano seguinte, foram lançados mais duas versões limitadas denominadas como "SimCity 3000 UK Edition" ou ainda "SimCity 3000 Unlimited" (sendo essa versão vendida apenas no Reino Unido e Irlanda) e a outra versão sendo nomeada como "SimCity 3000 World Edition" (sendo essa vendida nos demais países).

## Características
Em SimCity 3000, as texturas estão muito mais detalhadas do que as versões anteriores, e inclui várias opções interessantes. Estas tornam o jogo mais realista e difícil.
São elas:
- Sistema de lixo: Toda cidade deve possuir, ao contrário, os cidadãos irão criar greves, conflitos e até mesmo mudar de cidade. É possível a criação de aterros sanitários, incineradores e centros de reciclagem para sustentar a produção de lixo de uma cidade, ou enviar o lixo para os vizinhos através de acordos.
- Acordos com vizinhos: Ao conectar uma cidade com outra, colocando estradas, encanamentos ou fios elétricos nos limites da cidade, o prefeito da cidade vizinha poderá oferecer um acordo de compra ou venda de utilidades, na qual é necessário para obter superavit no final do mês
- Melhoramento no sistema subterrâneo: Em SimCity 2000, era difícil criar sistemas subterrâneos, afinal, existiam conflitos entre os sistemas de metro e de encanamentos.  Em SimCity 3000 os dois sistemas estão separados, melhorando a edição.
- Pontos turísticos : Existe uma lista com dezenas de pontos turísticos famosos, e o jogador pode escolher 10 deles para estabelecer em sua cidade.
- Em SimCity 3000, é mais fácil interagir com os secretários, já que existe um menu para verificar as propostas ou reclamações que eles estão fazendo. Existe também uma barra inferior mostrando notícias importantes para a cidade ou notícias humorísticas.

É possível destruir a cidade, ativando "desastres". Alguns destes estão presentes em outras versões, como o "terremoto" e o "tornado", mas existem também novos desastres, como o "UFO" e mais alguns que podem ser vistos com a edição "World Edition".

## Características das Versões "World Edition" e "Unlimited"
As Versões ilimitadas de SimCity 3000 apresentam varias funções extras a mais que a versão original algumas das funções extras são:
- Estilo dos edifícios: Na versão ilimitada é possível alterar o estilo dos edifícios construídos na cidade e deixá-los com estilo europeu, americano ou asiático. Os edifícios podem ganhar vários estilos novos e deixá-los ao gosto do jogador.
- Pontos Turísticos: ao contrário da versão original, não há restrições quanto ao número de Pontos turísticos que podem ser construídos. Na versão ilimitada também podem ser encontrados vários pontos turísticos extras.
- Cenários: Na versão ilimitada são encontrados também os cenários onde o jogador deve realizar várias missões em um determinado período de tempo.

Além dessas características a versão ilimitada conta também com um kit de construção de cenários e outro kit de construção de edifícios.